# Wake-sziget
A Wake-sziget (másként Wake-atoll) egy korall atoll a Csendes-óceán északi részén, a Honolulu (3700 km-re nyugatra) és Guam (2430 km-re keletre) közötti távolság kétharmadánál. Területe 7,8 km². A lagúnát 1568-ban fedezte fel Alvaro de Mendana. Az Amerikai Egyesült Államok hivatalosan 1898-ban annektálta. Jelenleg az amerikai légierő támaszpontjaként üzemel, bár a katonai személyzet 2001-ben elhagyta az 1972-ig polgári repülőtérként is üzemeltetett bázist. A szigetre igényt tart a Marshall-szigeteki Köztársaság is.